# L'Île-Rousse
L'Île-Rousse (Corsicaans: L'Ìsula) is een gemeente in het Franse departement Haute-Corse (regio Corsica). De plaats maakt deel uit van het arrondissement Calvi. L'Île-Rousse telde op 1 januari 2022 3.213 inwoners.

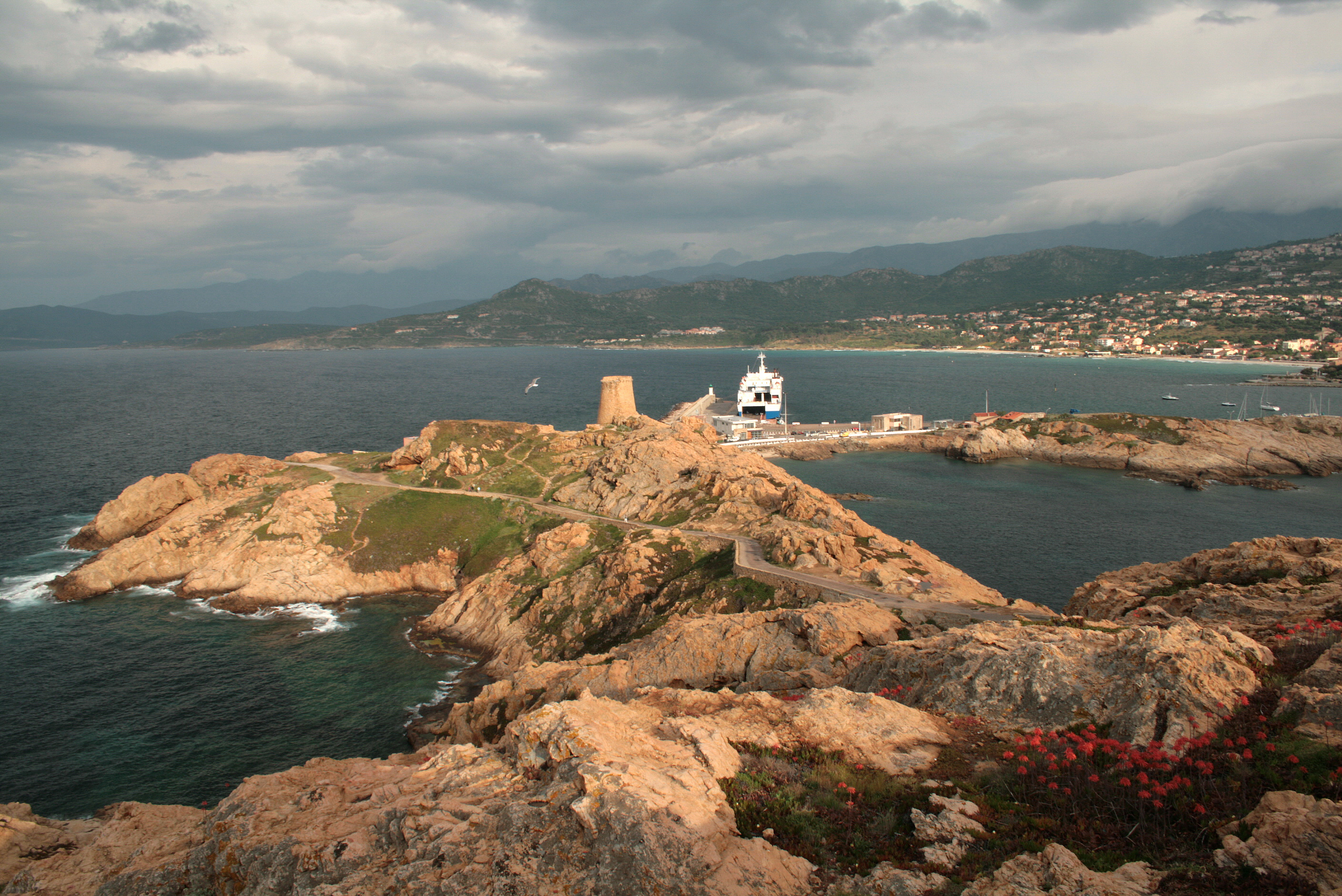
L'Île-Rousse, de zeehaven.

## Geografie
De oppervlakte van L'Île-Rousse bedroeg op 1 januari 2022 2,5 vierkante kilometer; de bevolkingsdichtheid was toen 1.285,2 inwoners per km². De stad heeft een station op de spoorlijn tussen Ponte-Leccia en Calvi.
De onderstaande kaart toont de ligging van L'Île-Rousse met de belangrijkste infrastructuur en aangrenzende gemeenten.

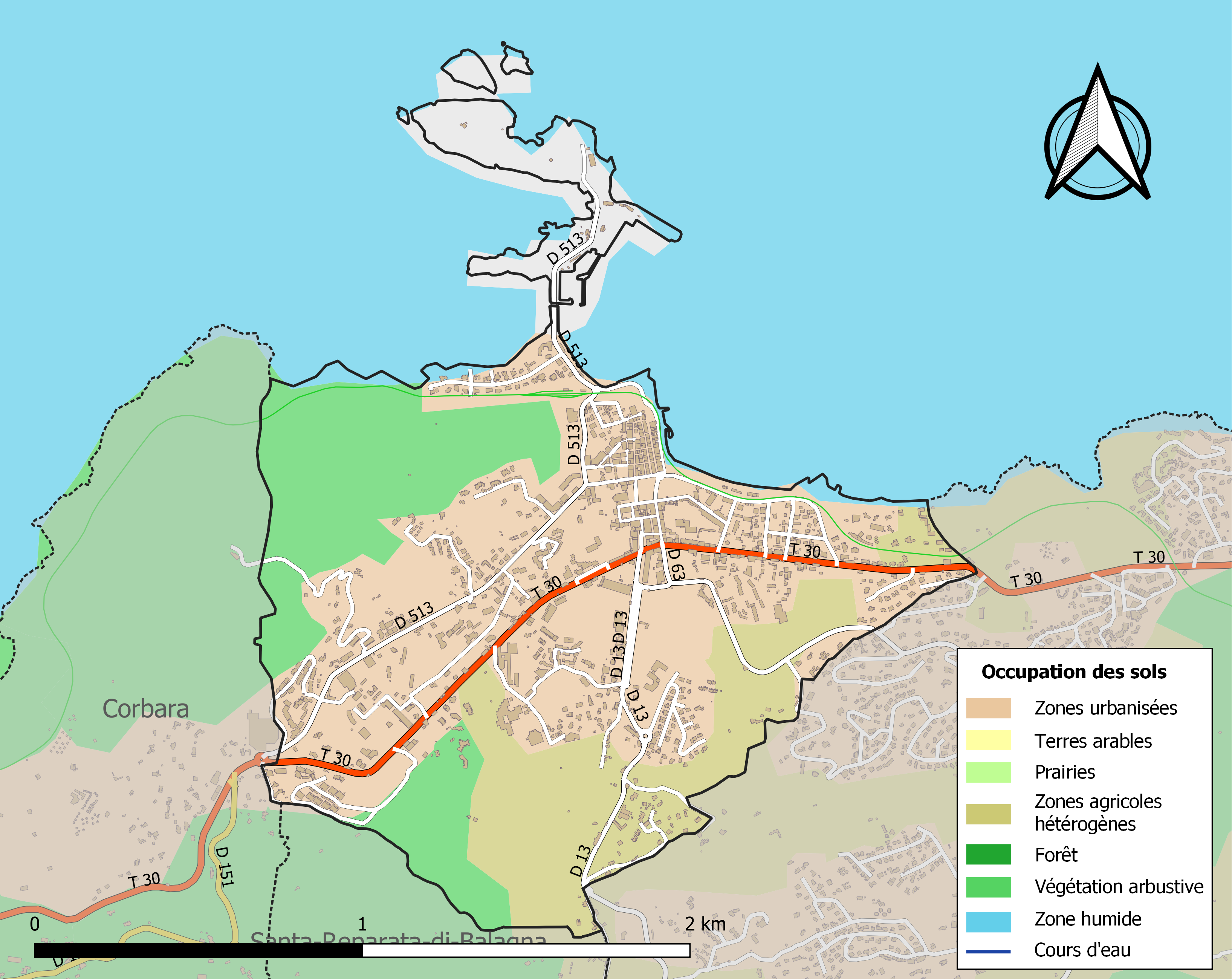

## Geschiedenis
De plaats was reeds in de Romeinse tijd bewoond.
Het kleine vissersdorp werd in de tijd van de Corsicaanse Republiek door Pascal Paoli in 1759 tot handelshaven met stadswallen uitgebouwd om over een Corsicaanse haven te beschikken, omdat Calvi nog onder Genuees bestuur stond.
Tot 1848 was de bestuurstaal Italiaans.

## Naam

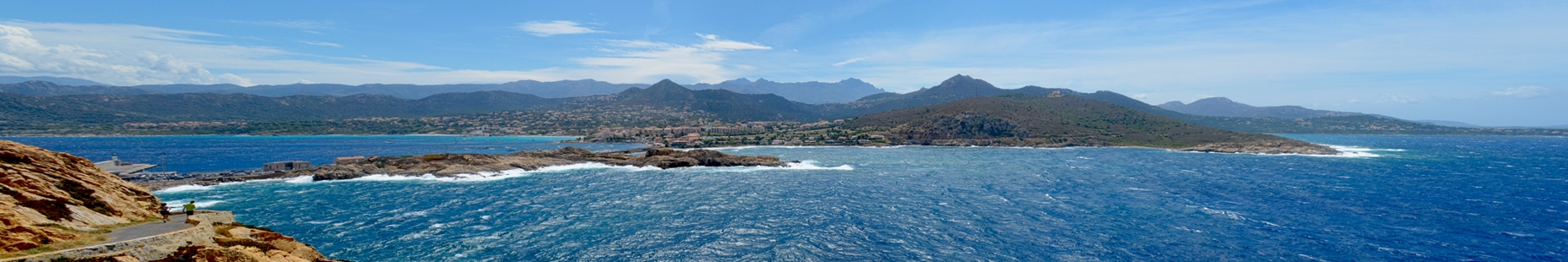
Panoramic view

De naam L’Île-Rousse is ontleend aan een rots van rood porfier bij de haventoegang, „Île de la Pietra“ genoemd. Dit eiland is tegenwoordig door een dijk met het vasteland verbonden.

## Demografie
Onderstaande figuur toont het verloop van het inwonertal (bron: INSEE-tellingen).
Vanwege een beveiligingsprobleem met de MediaWiki Graph-software is het momenteel niet mogelijk deze grafiek weer te geven. Zodra de software is bijgewerkt zal de grafiek vanzelf weer zichtbaar worden.